# Ruisseau des Awirs

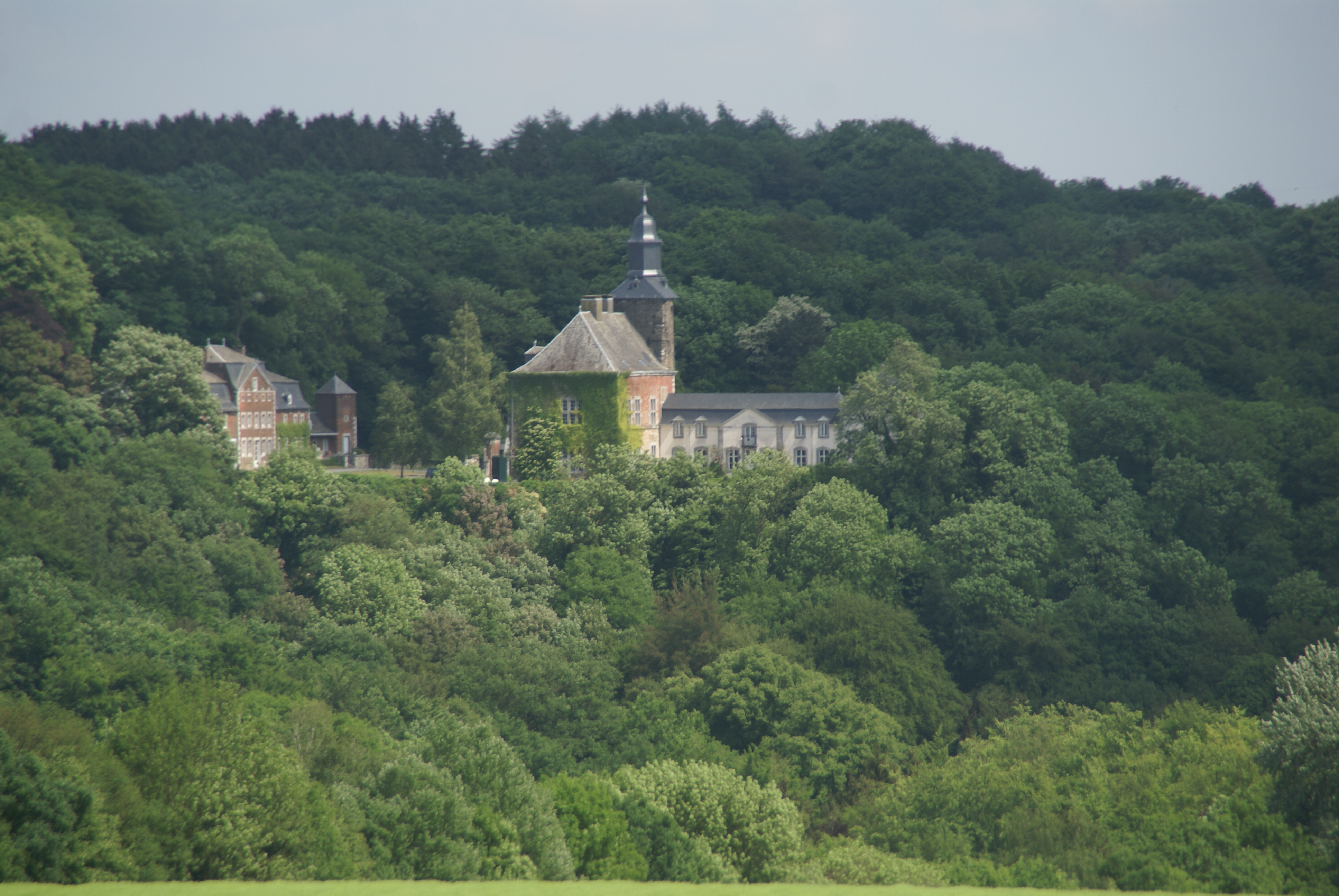
Vallei van de Ruisseau des Awirs, bijt het Kasteel Haultepenne

De Ruisseau des Awirs is een beek in de Belgische gemeenten Flémalle en Saint-Georges-sur-Meuse.

## Verloop
De beek ontspringt nabij Yernawe op een hoogte van 197 meter, niet ver verwijderd van de bron van de Yerne, op het Haspengouws Plateau. Ze heet hier Ruisseau de Bobesse en stroomt in noordelijke richting, langs de plaats Saint-Georges-sur-Meuse en daarna in noordoostelijke richting langs Dommartin en Hozémont. Daar buigt de beek af in zuidelijke richting. Ze stroomt langs Gleixhe, langs het Kasteel Haultepenne. Vervolgens stroomt ze langs Awirs en tussen de Grottes Schmerling en het Kasteel van Aigremont door, en komt ter hoogte van de Centrale des Awirs in de Maas uit, na over een 300-tal meter overkluisd te zijn. Bij de samenvloeiing is de hoogte nog ongeveer 70 meter. De lengte van de beek is ongeveer 10 km.

## Watermolens
Het dal van de Ruisseau des Awirs telde ooit een 14-tal watermolens, de eerste werd voor zover bekend in 1105 gebouwd. De Moulin du Marteau is een van de weinige watermolens op deze beek waarvan het interieur nog aanwezig is.
- Virtual International Authority File: 240120493